# Dipartimento di Colonia
Il dipartimento di Colonia è uno dei 19 dipartimenti dell'Uruguay.

## Centri principali
| Città                  | Popolazione  |
| ---------------------- | ------------ |
| Carmelo                | 16.628       |
| Colonia del Sacramento | 21.744       |
| Colonia Valdense       | 2.876 (1996) |
| Florencio Sánchez      | 3.038 (1996) |
| Juan Lacaze            | 13.015       |
| Nueva Helvecia         | 9.607        |
| Nueva Palmira          | 8.410        |
| Ombúes de Lavalle      | 3.189 (1996) |
| Rosario                | 9.403        |
| Tarariras              | 6.174 (1996) |
| Conchillas             | 756          |